# Raffetot
Raffetot är en kommun i departementet Seine-Maritime i regionen Normandie i norra Frankrike. Kommunen ligger i kantonen Bolbec som tillhör arrondissementet Le Havre. År 2022 hade Raffetot 502 invånare.

## Befolkningsutveckling
Antalet invånare i kommunen Raffetot
| Referens: INSEE |